# Tom Dougray
Thomas R. „Tom“ Dougray (* in Bellshill) war ein schottischer Fußballschiedsrichter.

## Karriere
Tom Dougray leitete in den 1910er, 1920er und 1930er Jahren Spiele innerhalb der Scottish Football League, darunter in der Scottish Division One. In seiner Karriere als Schiedsrichter pfiff er sechs Pokalendspiele in Schottland. Sein erstes Finale unter seiner Leitung war kurz vor dem Ausbruch des Ersten Weltkriegs im Jahr 1914 zwischen Celtic Glasgow und Hibernian Edinburgh. 1923 war er Spielleiter bei der gleichen Begegnung. Ein Jahr später war Dougray als Schiedsrichter zwischen dem Airdrieonians FC und zum dritten Mal den „Hibs“ tätig. Drei Jahre später war er Leiter des Endspiels zwischen Celtic und dem FC East Fife, welches das erste Endspiel in Schottland war das im Radio Live übertragen wurde. 1929 folgte Kilmarnock gegen Glasgow Rangers. Im Jahr 1933 war er zum letzten Mal in einem Pokalfinale aktiv, als er das Spiel gegen Celtic und dem FC Motherwell pfiff.
Als FIFA-Schiedsrichter pfiff Tom Dougray im Zeitraum von 1912 bis 1927 acht Länderspiele. Das erste Spiel betreute er 1912 während der British Home Championship 1911/12, als er Schiedsrichter der Begegnung zwischen Wales und England war. In den Jahren 1920, 1922, 1924 und 1926 pfiff er die Begegnungen zwischen seinem eigenen Verband aus Schottland und dem von England. Am 22. Oktober 1927 war er letztmals in einem Länderspiel als Schiedsrichter tätig.

## Statistik
| Anlass                            | Datum         | Spielort           | Heimmannschaft | Gastmannschaft | Ergebnis  |
| --------------------------------- | ------------- | ------------------ | -------------- | -------------- | --------- |
| British Home Championship 1911/12 | 11. März 1912 | Wrexham            | Wales          | England        | 0:2 (0:2) |
| Freundschaftsspiel                | 16. März 1912 | Kingston upon Hull | England        | Niederlande    | 4:0       |
| British Home Championship 1919/20 | 25. Okt. 1919 | Belfast            | Irland         | England        | 1:1 (0:1) |
| British Home Championship 1919/20 | 10. Apr. 1920 | Sheffield          | England        | Schottland     | 5:4 (2:4) |
| British Home Championship 1921/22 | 8. Apr. 1922  | Birmingham         | England        | Schottland     | 0:1 (0:0) |
| British Home Championship 1923/24 | 12. Apr. 1924 | London             | England        | Schottland     | 1:1 (0:1) |
| British Home Championship 1925/26 | 17. Apr. 1926 | Manchester         | England        | Schottland     | 0:1 (0:1) |
| British Home Championship 1927/28 | 22. Okt. 1927 | Belfast            | Irland         | England        | 2:0 (1:0) |